# Кујбишев
Кујбишев (рус. Куйбышев) град је у Русији у Новосибирској области. Према попису становништва из 2010. у граду је живело 45299 становника.

## Становништво
| 1939.  | 1959.  | 1970.  | 1979.  | 1989.  | 2002.  | 2010.  |
| ------ | ------ | ------ | ------ | ------ | ------ | ------ |
| 12.930 | 30.380 | 40.166 | 46.545 | 51.171 | 48.848 | 45.299 |